# Winthemia queenslandica
Winthemia queenslandica är en tvåvingeart som beskrevs av Cantrell 1989. Winthemia queenslandica ingår i släktet Winthemia och familjen parasitflugor. Inga underarter finns listade i Catalogue of Life.